# زورق بيرترام
زورق بيرترام هو زورق دورية سريع فئة من بناء بيرترام لليخوت في الولايات المتحدة. خدم زورق بيرترام في خدمة كلا من البحرية المصرية والإسرائيلية وشهد أعمال قتالية خلال حرب الاستنزاف وحرب أكتوبر.

## وصلات خارجية
- بيرترام لليخوت - الموقع الرسمي